# André Gaspard Parfait de Bizemont-Prunelé
André Gaspard Parfait, comte de Bizemont-Prunelé, dit Gaspard de Bizemont-Prunelé, né le 31 mars 1752 à Thignonville (Loiret) et mort le 22 décembre 1837 à Orléans, est un peintre et un graveur français.

## Biographie
André Gaspard Parfait de Bizemont-Prunelé, issu de la famille de Bizemont, est le fils de Nicolas Balthazar Melchior, comte de Bizemont, colonel d'infanterie, chevalier de Saint-Louis, et de Marie Anne Adélaïde de Prunelé.
Il prit d'abord du service et fut chef d'escadron au régiment du Maine et écuyer du Roi (1782). Mais son inclination prononcée pour le dessin fit qu'à Paris, où il dut séjourner, il fréquenta surtout les artistes. Il se lia ainsi avec Charles Gaucher (1741-1804), qui l'initia à tous les secrets de la taille-douce. Puis sa curiosité s'étendit à la gravure sur bois et, plus tard, à la lithographie. Cochin sut reconnaître son talent. Fondateur avec Aignan Desfriches (1715-1800) de l’école de dessin d'Orléans (1786), membre de l'Académie royale des sciences, belles lettres et arts d'Orléans (1787). 
S'il ne vécut pas de son talent à Paris, Bizemont, émigré plus tard à Londres, lui demanda d'assurer sa subsistance matérielle. Émissaire des princes en Turquie, il est chargé par le sultan de l'organisation, de la direction, et de l'instruction de son armée, mais également du dessin, en parterres à la française d'une partie des jardins du Sérail. À son retour en France, il se fixa à Orléans, où, adjoint au maire d'Orléans, il fut, en 1824, le fondateur et le premier conservateur du musée de cette ville, qu'il dota par de larges emprunts faits à ses propres collections. Il fait don de son œuvre, constitué de cent vingt sept pièces, au Cabinet des estampes de la Bibliothèque royale. 
Le 22 février 1794, sa femme obtient un jugement de divorce en sa faveur pour cause d'émigration. Ils se remarient le 30 mars 1802.